# Zeta1 Scorpii
Zeta1 Scorpii (ζ1 Sco / HD 152236 / HR 6262) es una estrella en la constelación de Scorpius, el escorpión, de magnitud aparente +4,77. Se encuentra separada 7 minutos de arco de ζ2 Scorpii, con la que no está físicamente relacionada. Mientras esta última se encuentra a 150 años luz, Zeta1 Scorpii es una estrella muy alejada cuya distancia sólo puede ser conocida por aproximación. Perteneciente a la asociación estelar Scorpius OB1 y posible miembro del cúmulo abierto NGC 6231, puede estimarse su distancia a la Tierra en 5700 años luz.
Zeta1 Scorpii es una hipergigante azul de tipo espectral B1Iape con una temperatura de 21 000 K. Situada cerca del centro de la galaxia, aparece de color blanco-amarillo en vez de azul debido a la existencia de nubes de polvo entremedias. Su luminosidad —considerando la radiación ultravioleta emitida y la absorción de luz debida a polvo interestelar— puede alcanzar un millón y medio de veces la luminosidad solar, haciendo de Zeta1 Scorpii una de las estrellas más masivas de la Vía Láctea, con una masa de unas 60 masas solares. Esta enorme luminosidad la sitúa como una potencial variable luminosa azul, como P Cygni, perdiendo masa estelar a un ritmo de una cienmilésima de la masa solar por año, arrastrada por un viento estelar que sopla desde su superficie a una velocidad de 400 km/s. Las estrellas de estas características sólo viven unos pocos millones de años —el hidrógeno interno se consume muy rápidamente— para explotar después como brillantes supernovas.